# Sperrbrunnen
Sperrbrunnen sind Wasserbauwerke in Deponien oder bei Bodenkontamination, die zum Schutz des natürlichen Grundwassers angelegt werden.
Durch Sperrbrunnen bzw. Sperrbrunnenreihen wird der Wasserspiegel im verunreinigten Gebiet niedriger gehalten als der umgebende Grundwasserspiegel. Dadurch soll verhindert werden, dass sich eine Kontamination im Grundwasser verlagert oder sich eine Kontaminationsfahne im Grundwasserabstrom einer Untergrundkontamination weiter ausbreitet. Auch bei der hydraulischen Altlastensanierung werden die hydrodynamischen Verhältnisse mittels Sperrbrunnen beeinflusst. Oft wird hierbei im sogenannten „Pump-and-treat“-Verfahren kontaminiertes Grundwasser aus Sperrbrunnen gepumpt und einer Reinigungsanlage zugeführt. Das gereinigte Wasser wird anschließend vorzugsweise wieder zur Versickerung gebracht, kann aber auch in einen Vorfluter oder in die Kanalisation abgeleitet werden.